# Mario Dávila
Mario Moisés Dávila Altamirano (ur. 7 listopada 1997 w Diriambie) – nikaraguański piłkarz występujący na pozycji prawego obrońcy, reprezentant Nikaragui, od 2024 roku zawodnik Juventusu Managua.